# Anacaona (cacique)

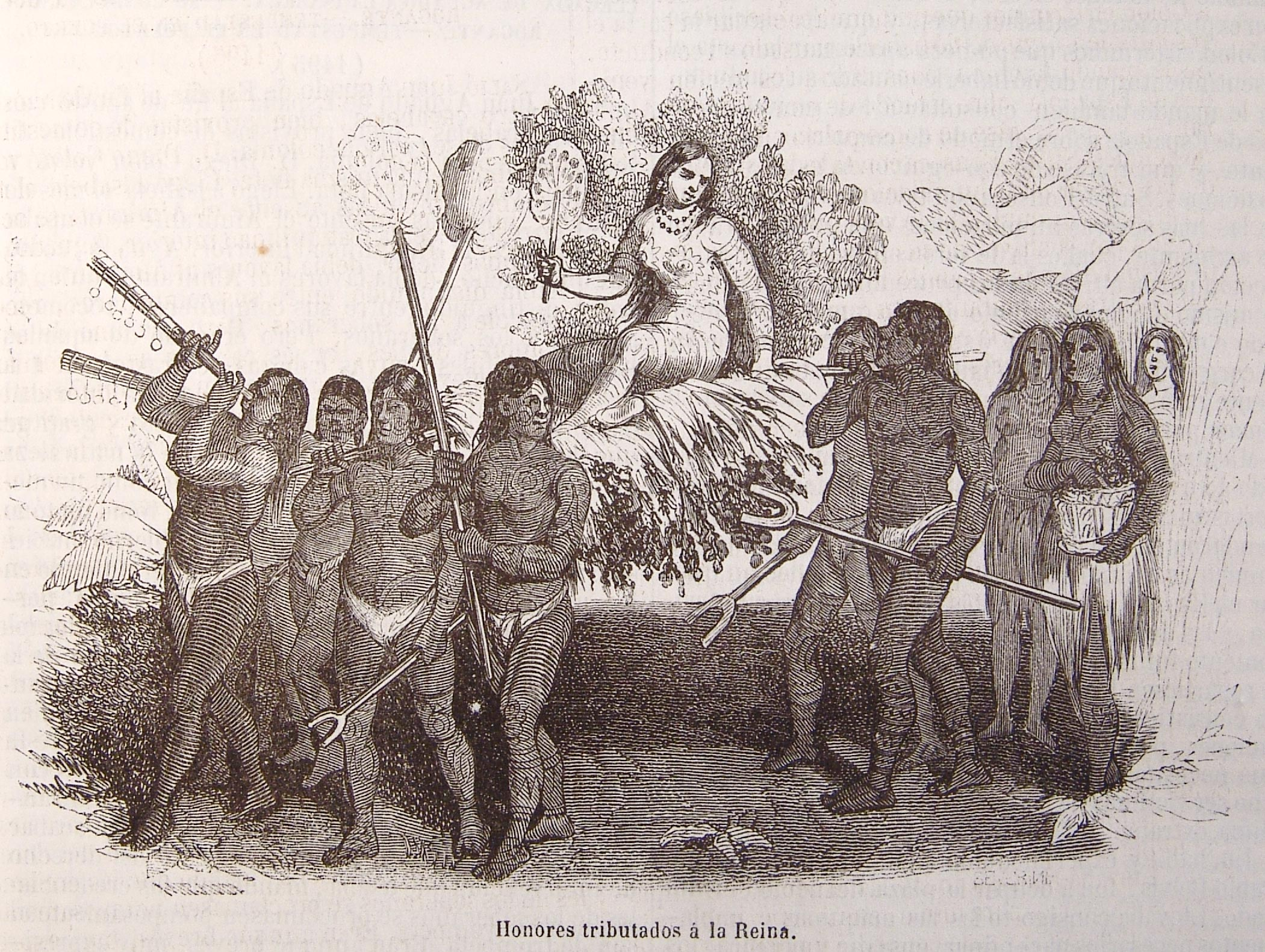
Anacaona en haar ondergeschikten.

Anacaona (? – 1503) was een cacique van de inheemse Taíno-stam op het eiland Hispaniola, dat tegenwoordig gedeeld wordt door de landen Dominicaanse Republiek en Haïti. Zij en haar hofhouding zijn vermoord door de Spanjaarden, wat het eind van het inheemse verzet op dit eiland inluidde.

## Cacique van Xaragua
Het Taíno-volk had het eiland Hispaniola ingedeeld in 5 cacicazgos, elk met een cacique aan het hoofd. De broer van Anacaona, Caonabó, was de cacique van Xaragua. Deze bestreek een gebied van het zuiden van het huidige Haïti tot en met het zuidoosten van de Dominicaanse Republiek. Het was de laatste cacicazgo die nog niet in handen was van de Spanjaarden.
In 1494 namen de Spanjaarden Caonabó gevangen, en voerden hem mee naar Europa. Aan boord van het schip kwam hij echter samen met de andere gevangenen in opstand. Ze lieten hierbij het schip zinken, waarbij iedereen omkwam. Na zijn dood volgde Anacaona hem op als cacique van Xaragua.

## De persoon Anacaona
Anacaona was een vrouw van uitzonderlijke schoonheid. Haar naam betekent in de Taíno-taal dan ook "Gouden Bloem". Vanwege haar schoonheid trok zij meteen de aandacht van de Spaanse conquistadores.
Zij schreef gedichten en ballades die arietos genoemd worden. Zij werd beschouwd als de beroemdste dichteres onder de inheemse bevolking.

## Relatie met de Spanjaarden
In het begin had Anacaona bewondering voor de Spanjaarden, die op dat moment bezig waren Hispaniola te veroveren. Zij vond hen op bepaalde manier superieur aan de inheemse bevolking. Dat veranderde echter toen zij zag hoe de Spanjaarden de inheemse mensen behandelden. Toen Francisco Roldán, burgemeester van de stad La Isabela, het huwelijk van Hernando de Guevara met haar dochter Higüemota verbood, sloeg deze afkeer om in regelrechte haat.

## Het einde
Toen Nicolás de Ovando gouverneur van het eiland was, kreeg hij het bericht dat Anacaona een samenzwering tegen hem opzette. Dit bericht was waarschijnlijk vals, maar hij vertrok toch met 300 infanteristen en 70 cavaleristen naar Xaragua. Hij wendde voor met vreedzame bedoelingen te komen, waarop Anacaona een feest voorbereidde om hem te ontvangen. Haar hofhouding had zelfs een demonstratie van het bateyspel voorbereid voor hun gasten.
Op het feest vermoordden de Spanjaarden echter haar gehele hofhouding. Rond de 80 stamleiders werden hierbij gedood. Anacaona werd geblinddoekt en vastgebonden, en later opgehangen ter afschrikking van de rest van de Taíno's.
Enkele Taíno's die de slachting overleefden zijn:
- Higüemota, dochter van Anacaona
- Mencia, kleindochter van Anacaona
- Guarocuya, ook een kleine Taíno-prinses. Zij werd later aan de zorg van Bartolomé de las Casas toevertrouwd.
- De stamleider Hatüey, die vervolgens ontsnapte naar Cuba. Van daaruit probeerde hij het verzet tegen de Spanjaarden te organiseren, maar hij werd door hen gevangen, gemarteld en gedood.

Na de dood van Anacaona kwam Xaragua in handen van de Spanjaarden, die hiermee het hele eiland veroverd hadden. Het gebied werd daarna bestuurd door Anacaona's vijand Roldán. Een deel van de Taíno's vluchtte daarop naar het eiland La Gonâve.

## Latere verwijzingen
Door de tijden heen is Anacaona een belangrijk symbool geworden van het inheemse verzet tegen de Spaanse overheersing op Hispaniola. Er zijn talloze schilderijen en gedichten over haar gemaakt.
Er zijn verschillende boeken over haar geschreven:
- Anacaona, Golden Flower (Engels), door Edwidge Danticat
- Anacaona (Frans), door Jean Métellus (ISBN 2-7473-0189-3)

In jaren 30 van de 20e eeuw werd er op Cuba salsa-orkest opgericht dat naar Anacaona is vernoemd en in oorspronkelijk uit 11 vrouwen bestond. Deze band treedt nog steeds op in een kleinere bezetting en speelt de gelijknamige salsaklassieker.
Verder is een geslacht uit de Komkommerfamilie dat voorkomt op het eiland Hispaniola naar Anacaona genoemd.